# I misteri di Whitstable Pearl
I misteri di Whitstable Pearl (Whitstable Pearl) è una serie televisiva britannica ideata da Øystein Karlsen e prodotta e distribuita da Acorn TV a partire dal 2021; la serie è basata sull'omonimo ciclo di romanzi di Julie Wassmer.
In Italia è trasmessa in prima visione su Sky Investigation dal 30 novembre 2021 e in chiaro sul canale Giallo dal 14 gennaio 2024.

## Trama
Pearl Nolan, madre single di un figlio adulto, è un'investigatrice privata che, insieme a sua madre, gestisce il Whitstable Pearl, un ristorante di pesce nella città costiera di Whitstable. Quando un amico muore in circostanze sospette, Pearl si scontra con il burbero nuovo poliziotto arrivato in città, il detective Mike McGuire.

## Episodi
| Stagione         | Episodi | Pubblicazione UK | Prima TV Italia |
| ---------------- | ------- | ---------------- | --------------- |
| Prima stagione   | 6       | 2021             | 2021            |
| Seconda stagione | 6       | 2022             | 2023            |
| Terza stagione   | 6       | 2024             | inedita         |

## Personaggi e interpreti

### Principali
- Pearl Nolan (stagione 1-in corso), interpretata da Kerry Godliman, doppiata da Giò Giò Rapattoni.
Madre single che gestisce il Whitstable Pearl.
- Mike McGuire (stagione 1-in corso), interpretato da Howard Charles, doppiato da Alberto Angrisano.
Un severo detective della polizia che si trasferisce a Whitstable da Londra.
- Dolly Nolan (stagione 1-in corso), interpretata da Frances Barber, doppiata da Antonella Giannini.
La madre vedova di Pearl e co-proprietaria del Whitstable Pearl.

### Ricorrenti
- Nikki Martel (stagione 1-in corso), interpretata da Sophia Del Pizzo, doppiata da Ughetta D'Onorascenzo.
Sergente di polizia e partner di Mike.
- Ruby Williams (stagione 1-in corso), interpretata da Isobelle Molloy, doppiata da Sara Labidi.
Cameriera al Whitstable Pearl
- Charlie Nolan (stagione 1-in corso), interpretato da Rohan Nedd, doppiato da Francesco Ferri.
Figlio di Pearl.
- Tom Grant (stagioni 2-3), interpretato da Robert Webb.
Fidanzato di Pearl e insegnante.
- Kat Bergman (stagione 2), interpretata da Emily Head.
Fidanzata di Mike.

## Produzione
La serie è stata girata nel Kent da ottobre 2020 a gennaio 2021. La maggior parte delle riprese si è svolta a Whitstable, compresi il porto, lo yacht club e la spiaggia. Varie scene sono state girate anche a Margate, nel porto di Ramsgate, Dover e Hernhill.
Acorn ha rinnovato la serie per una terza stagione, la cui produzione è iniziata nel marzo 2024.

## Distribuzione
Nel Regno Unito la serie è distribuita su Acorn TV dal 24 maggio 2021. In Italia la prima stagione è stata trasmessa dal 30 novembre 2021 su Sky Investigation mentre la seconda dall'11 aprile 2023.

### Edizione italiana
La direzione del doppiaggio e i dialoghi italiani sono curati da Amadio Ruggeri per conto della CD Cinedubbing che si è occupata anche della sonorizzazione.